# Štefan Sraka
Štefan Sraka, slovenski hokejist na travi in trener * 23. december 1958, Murska Sobota. 
Bil je dolgoletni vratar HK Lipovci, po igralski upokojitvi je leta 2002 prevzel treniranje članske ekipe, od leta 2008 je tudi selektor državne reprezentance Slovenije. Po osvojenih lovorikah v članski kategoriji je daleč najtrofejnejši trener hokeja na travi v Sloveniji.

## Igralska kariera
Kot večina fantov v Lipovcih se je začel ukvarjati s hokejem na travi in leta 1974 stopil med vratnici članske ekipe HK Lipovci, za katero je igral na slovenskih republiških prvenstvih in prvenstvih Pomurja. Tako kot večina lipovskih hokejistov je na zveznem nivoju, na dvojno licenco, zaigral tudi za HK Pomurje. Za HK Pomurje je nato igral do leta 1991 in bil v sedemdesetih in osemdesetih letih dvajsetega stoletja, prisoten pri mnogih uspehih tega kluba. 
Po osamosvojitvi Slovenije je za prvo ekipo matičnega kluba odigral prve tri sezone in se v tem času veselil dveh naslovov državnega prvaka in enega naslova pokalega zmagovalca. Sezono 1994/1995 je nato odigral za drugo ekipo HK Lipovci. Nato pa se je spet priključil prvi ekipi HK Lipovci in kariero zaključil leta 1999 z osvojitvijo  naslova državnega prvaka. 
Nastopil je tudi na dveh evropskih klubskih prvenstvih skupine C, leta 1997 v Stockholmu in leta 1999 na Dunaju. Za državno reprezentanco Slovenije je leta 1993 na prvem Panonskem pokalu v domačih Lipovcih zbral en nastop.

## Trenerska kariera
V matičnem klubu je najprej v sezoni 1997/1998 prevzel  vodenje mladinske ekipe, s katero je v letih 1998, 1999, 2000 in 2002 osvojil naslov mladinskega prvaka Slovenije. V leth 1998 in 2002, pa je lipovske mladince, popeljal tudi do državnega naslova v dvoranskem hokeju.  
V sezoni 2002/2003 je prevzel vodenje članske ekipe HK Lipovci. Z ekipo je že v prvi sezoni, kot prvi trener v zgodovini, osvojil vse tri domače lovorike: državno prvenstvo, pokal in dvoransko prvenstvo. Tako mu je kot prvemu pripadla avtomatska zmaga v Superpokalu Slovenije. Za nameček, je v svoji krstni sezoni, ekipo na evropskem klubskem pokalnem prvenstvu skupine C v Zagrebu osvojil tretje mesto. Še uspešnejša je bila naslednja sezona, ko je vsem trem oziroma štirim domačim lovorikam dodal še zmago v novoustanovljeni Srednjeevropski Interligi. Krona vsemu v tej sezoni, je bila zmaga na evropskem klubskem prvenstvu skupine C v Belorusiji in uvrstitev med šestnajst najboljših ekip, kar je predstavljalo daleč največji uspeh slovenskega hokeja na travi do tedaj. Tudi naslednjo sezono je obranil vse domače lovorike in naslov v Interligi. Med šestnajstimi najboljšimi klubi v evropi se mu z lipovčani ni uspelo obdržati, zato pa je proti Cardiffu z 2:1 dosegel prvo zmago za slovenske klube v skupini B. 
Zbiranje mednarodnih lovorik je nadaljeval tudi v prihodnjih sezonah. Od sezone 2005/2006 je sicer zaradi spremembe v klubu, pri načinu vodenja ekipe na mednarodnih tekmovanjih in dvoranskih prvenstvih, te lovorike dosegal skupaj v tandemu z Andražem Nemcem. Skupaj z njim je tako osvojil evropsko prvenstvo skupine C leta 2006 v Zagrebu, Interligo leta 2006 in 2007. Po reorganizaciji evropskih tekmovanj, pa še leta 2008 evropsko klubsko dvoransko prvenstvo skupine Challenge II v Bolgariji in leta 2009 evropsko klubsko prvenstvo skupine Challenge II na Portugalskem. Poleg državnih dvoranskih prvenstev v letih, 2006, 2007, 2009 in 2010, se za enega večjih uspehov v dvorani šteje zmaga na dvoranski Interligi leta 2010 v Poreču. 
Kot samostojni trener je ekipo leta 2008 na evropskem klubskem prvenstvu skupine Challenge III v Bratislavi popeljal do zmage. Prav tako je tega leta še petič zapored osvojil tudi Interligo in  dodal nov naslov dvoranskega prvaka. Nepremagljivost v tekmovanjih v Sloveniji je ohranil vse do danes in vključno s sezono 2013/2014 osvojil že dvanajst zaporednih  državnih prvenstev. V sezoni 2010/2011 je k svojim uspehom dodal še šesto in sedmo    zmago v Interligi. V sezonah 2010/2011, 2012/2013 in 2013/2014 je ekipo, tokrat skupaj v tandemu s Francem Maučecem, popeljal do naslova dvoranskih prvakov. Zadnjo evropsko klubsko prvenstvo v hokeju na travi je osvojil na evropskem klubskem prvenstvu Challenge II v Atenah, v dvoranskem hokeju pa je nazadnje zmagal Challenge II v srbski Banji Kanjiži leta 2014. 
Leta 2006 se je pridružil tudi delu s slovensko izbrano vrsto. Tako je bil v letih 2006 in 2007 pomočnik selektorja Andraža Nemca in bil prisoten pri zmagi na Panonskem pokalu ter zmagi na evropskem prvenstvu skupine Challenge II v Predanovcih. Leta 2008 je tudi sam postal selektor reprezentance in v letih 2008 in 2009 osvojil tretje mesto na Panonskem pokalu. S šestim mestom na evropskem prvenstvu skupine Challenge I, pa je dosegel osnovni cilj pred prvenstvom in obstal v tej skupini evropskega hokeja na travi.